# 乾隆下揚州
《乾隆下揚州》，是1978年香港邵氏公司出品，由李翰祥執導之喜劇片，為李翰祥乾隆系列的第二部，借乾隆下江南之野史加以民間傳奇，深得觀眾好評。此片曾獲第十六屆金馬獎最佳劇情片改編劇本獎，並得最佳劇情片提名。

## 劇情簡介
乾隆皇（劉永飾）生性好遊，在大臣鄂容安（姜南飾）和翰林院大學士劉墉（李昆飾）陪行下二度微服下江南，來到杭州。劉墉才思敏捷，能言善辯，此番來到揚州，君臣間亦是鬥智不斷，趣事百出。劉墉先是自揚州名士鄭板橋（岳華飾）處騙得四幅字畫，後又成功贏垮揚州花會。在逐一解決了乾隆所出的諸多難題後，劉墉如願以償獲賜黃馬褂，一行人啟程回京。

## 人物角色
| 角色名稱 | 演員   | 粵語配音 | 備註               |
| -------- | ------ | -------- | ------------------ |
| 乾隆     | 劉永   | 馮錦倫   |                    |
| 劉墉     | 李昆   | 林保全   |                    |
| 鄂容安   | 姜南   | 吳桐     |                    |
| 鄭板橋   | 岳華   | 丁羽     |                    |
| 范時行   | 張瑛   | 陳曙光   | 算命師             |
| 大鳳     | 惠英紅 | 盧素娟   |                    |
|          | 郝履仁 | 丁羽     | 大鳳祖父           |
| 張亞東   | 倫家駿 | 林保全   | 知府之子，張亞西兄 |
| 張亞西   | 吳杭生 | 賈鳳梧   | 知府之子，張亞東弟 |
|          | 詹森   | 鄧榮銾   | 張家教頭           |
| 王老三   | 王沙   | 朱子聰   | 理髮師             |
|          | 王萊   | 余秀明   | 理髮師妻           |
| 錢龍     | 楊志卿 | 張生     | 茶樓掌櫃           |
|          | 金軍   | 朱子聰   | 花會東家           |
|          | 沈勞   |          | 花會東家           |
|          | 顧文宗 |          | 花會東家           |
|          | 馮敬文 | 張生     | 花會掌櫃           |
|          | 王憾塵 |          | 客棧掌櫃           |
|          | 矮冬瓜 |          | 客棧夥計           |
|          | 梁曼儀 |          |                    |
|          | 王清河 | 張生     | 字畫店掌櫃         |
|          | 張作舟 |          | 測字者             |
|          | 杜永亮 |          | 測字者             |
|          | 戴君德 |          | 測字者             |
|          | 曾楚霖 |          |                    |
|          | 張石庵 |          |                    |
|          | 雷達   |          |                    |
|          | 丁東   |          |                    |
|          | 黃培基 |          |                    |
|          | 元彬   |          |                    |
|          | 徐發   |          |                    |
|          | 李恆   |          |                    |

## 其他製作人員
- 執行製片：溫柏南
- 劇務：劉清鵬
- 助導：夏祖輝、馬斐
- 武術指導：唐佳、黃培基
- 場記：方翔
- 燈光：陳芬、陳輝炎
- 道具：黎沃
- 化妝：吳緒清
- 梳妝：彭雁聯
- 服裝：李燕萍
- 置景：陳景森

## 外部連結
- 香港電影資料館 （页面存档备份，存于）
- The Voyage of Emperor Chien Lung （页面存档备份，存于），Hong Kong Cinemagic
- 開眼電影網上《乾隆下揚州》的資料（繁體中文）
- 香港影庫上《乾隆下揚州》的資料（繁體中文）
- 豆瓣电影上《乾隆下揚州》的資料 （简体中文）
- 时光网上《乾隆下揚州》的資料（简体中文）
- AllMovie上《乾隆下揚州》的资料（英文）
- 互联网电影数据库（IMDb）上《乾隆下揚州》的资料（英文）